# Stenalia testacea
Stenalia testacea es una especie de coleóptero de la familia Mordellidae. La especie fue descrita científicamente por Johan Christian Fabricius en 1787.

## Subespecies
- Stenalia testacea testacea (Fabricius, 1787)

= Mordella testacea Fabricius, 1787
= Mordella testacea chiragra Dufour, 1843
= Mordella testacea flavipennis Sturm, 1826
= Stenalia testacea luteicornis Schilsky, 1895
- Stenalia testacea tristrigosa Chobaut, 1924

## Distribución geográfica
Habita en el centro y el sur de Europa, desde Ucrania hasta la península ibérica, y el norte de África, principalmente Argelia y Túnez.